# Microsciurus flaviventer
Microsciurus flaviventer — вид ссавців з родини Вивіркові (Sciuridae). Молекулярні дані свідчать про те, що це комплекс видів.

## Опис
Загальна довжина 250–273 мм. Хвіст, як правило, коротший, ніж довжина голови й тіла; вінг відносно тонкий, звужується до кінчика і посипаний шерстю брудно-білого кольору. Верхні частини тіла в основному коричневі, з дрібною сивиною і від червонуватого до оливкового кольором. Живіт густо вкритий волоссям, від глибоко до блідо-оранжевого кольору, з яскравим забарвленням на грудях. Вуха короткі, не стирчать над верхівкою голови. Хутро за вухами блідо-жовтого кольору з короткими волосками не помітними над ободом вуха.

## Поширення
Цей вид живе в басейні Амазонки: Колумбія, Еквадор, Перу і Бразилія на захід від Ріо-Негро і р. Журуа. Вертикальний діапазон поширення до 2000 м н.р.м. Уподобання середовища проживання і екології цього виду невідомі. населяють оповиті туманом ліси, але, схоже, полюбляють пальмові ліси. 

## Поведінка
M. flaviventer використовує всі рівні лісу, від рівня землі до крон. Основні види діяльності обмежені висотою до 5 метрів, використовуючи в основному грубі, вертикальні стволи. Це в основному денна тварина. Хоча M. flaviventer, як правило, поодинокі, їх можна побачити в парах, особливо під час шлюбного сезону. Живляться членистоногими. Вони також харчуються речовиною, яку зішкрябують з кори дерев; також харчуються фруктами і горіхами пальм. Загалом, дрібні гризуни часто потрапляють у меню для хижих, хижих птахів, і опортуністичних м'ясоїдних тварин усіх видів. Хоча немає ніяких конкретних повідомлень, M. flaviventer, розумно припустити, є здобиччю таких. 

## Відтворення
Немає ніяких даних про шлюбну систему цієї тварини.

## Загрози та охорона
Основні загрози цьому виду, якщо такі є, невідомі. Подальша робота з оцінки стану охорони цього виду необхідна.